# Paepalanthus rhizomatosus
Paepalanthus rhizomatosus är en gräsväxtart som beskrevs av Silveira. Paepalanthus rhizomatosus ingår i släktet Paepalanthus och familjen Eriocaulaceae. Inga underarter finns listade i Catalogue of Life.